# Johannes Herbst (Theologe)
Johannes Herbst (* 23. Juli 1735 in Kempten; † 15. Januar 1812 in Salem, North Carolina) war ein deutsch-amerikanischer Theologe, Bischof der Brüder-Unität und Komponist.

## Leben
Herbst wurde als Sohn lutherischer Eltern (Peter Herbst und Euphrosine Herbst, geb. Hartmann) in der freien Reichsstadt Kempten in Schwaben geboren. Mit sieben Jahren kam nach Hirschberg in Schlesien zu einem Bruder seiner Mutter, der Kontakte zur Brüdergemeine hatte. Dieser schickte ihn auf die Knabenschule nach Herrnhut. Nach der Schulzeit lebte Herbst im Brüderhaus, dem gemeinschaftlichen Wohnhaus der ledigen Männer, erlernte dort das Uhrmacherhandwerk und entwickelte seine musikalischen Talente, vor allem im Orgelspiel.
Bis zu seiner Heirat im Jahr 1768 lebte und arbeitete er in verschiedenen Herrnhuter Siedlungen in Schlesien und Sachsen: Neusalz, Gnadenfrei und Kleinwelka, aber auch in den englischen Bedford und Ockbrook.
Am 30. Juni 1768 heiratete er in Herrnhut Rosine Louise Clemens (* 7. April 1738 in Tangermünde; † 4. August 1816 in Salem) und arbeitete danach als Buchhalter bei der zentralen Finanzverwaltung der Brüdergemeine, zunächst in Herrnhut, dann in Barby.

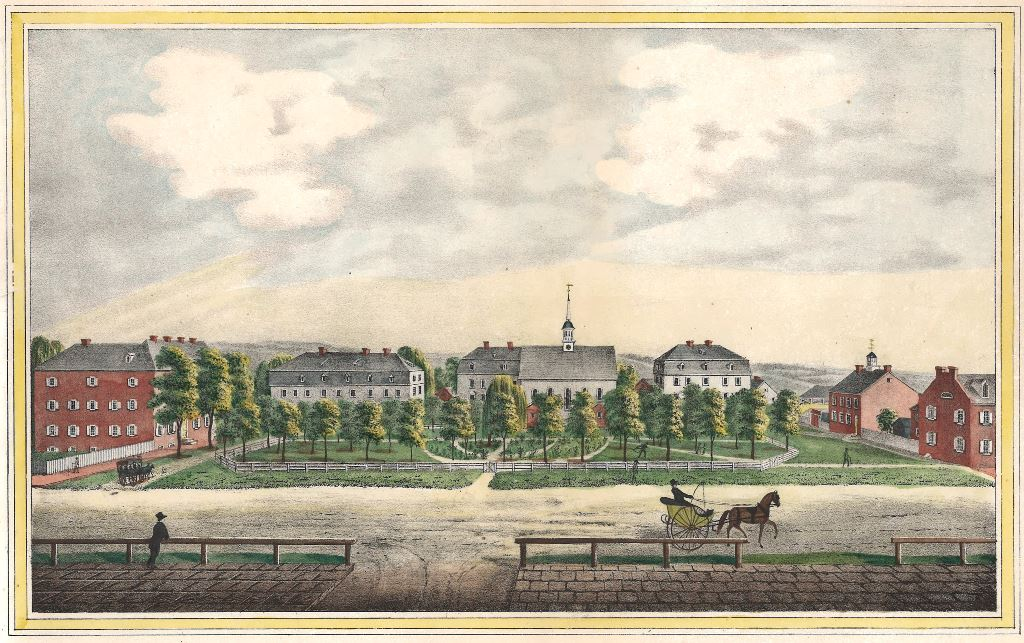
Lititz (Pennsylvania)

Am 20. März 1774 wurde Herbst zum Diakon ordiniert und erhielt die Anstellung als Vorsteher (Verwalter) zunächst der Brüdergemeine in Neudietendorf, ab 1780 in Gnadenfrei – in beiden Gemeinden hatte er neben seinen administrativen auch seelsorgerliche Aufgaben zu erfüllen. Im Januar 1786 erhielt er und seine Frau die Berufung, nach Nordamerika zu gehen um in einer pennsylvanischen Gemeinde der Brüdergemeine Dienst zu tun. Nach der Ankunft in Philadelphia im September 1786 erreichten sie Bethlehem, wo Herbst am 15. Oktober zu einem Presbyter der Brüdergemeine ordiniert wurde. Herbst und seine Frau waren zunächst fünf Jahre in der Gemeinde in Lancaster tätig, anschließend für fast 19 Jahre in der Gemeinde in Lititz. Neben seinen pastoralen Aufgaben engagierte er sich vor allem auch für die gottesdienstliche Musikpflege in der Gemeinde, so leitete er Aufführungen, spielte, wenn nötig, Orgel und komponierte vor allem über einhundert Anthems und mehr als zweihundert geistliche Lieder für die unmittelbare Praxis.
Am 12. Mai 1811 wurde Herbst dort zu einem Bischof der Brüder-Unität ordiniert und trat zwei Tage später seine Reise zu seinem neuen Dienstort, nach Salem in North Carolina an. Nach kurzer Dienstzeit in der dortigen Gemeinde starb er schon am Beginn des folgenden Jahres.
Johannes Herbst und seine Frau hatten drei Kinder:
- Johann Ludwig Herbst (* 20. Oktober 1769 in Herrnhut; † 26. Februar 1824 in Gnadenfrei)
- Samuel Heinrich Herbst (* 9. Mai 1774 in Neudietendorf; † 12. November 1786 in Niesky)
- Sophie Louise Herbst (* 5. Februar 1777 in Neudietendorf; † 6. März 1856 in Christiansfeld) ⚭ Johann Christian Seifart

Seine umfangreiche Sammlung von über fünfhundert Musikmanuskripten befindet sich im Besitz der Moravian Music Foundation und wird im Moravian Archives in Winston-Salem aufbewahrt. Sie enthält neben eigenen Kompositionen von Herbst auch Abschriften von Kompositionen seiner Kollegen in der Brüdergemeine, aber auch von europäischen Zeitgenossen, deren musikalischer Stil als für die Gottesdienste in der Brüdergemeine passend empfunden wurden.